# Луна-1
«Луна-1», Луна Є-1 № 4, «Мєчта» (рос. Мечта, Мрія) — радянська автоматична міжпланетна станція серії Є-1, створена для влучання у поверхню Місяця. Перший космічний апарат, що досяг другої космічної швидкості (11,4 км/с). Перший вдалий запуск ракети-носія «Луна».

## Опис
Апарат був герметичною сферою діаметром 2,4 метра. Всередині розміщувались: магнітометр, лічильник Гейгера-Мюллера, лічильник сцинтиляцій, детектор мікрометеоритів. На одній півсфері було закріплено п'ять антен. Апарат не мав рушійної установки. Основним завданням польоту було доставити вимпел з гербом СРСР.

## Політ
2 січня 1959 року ракета-носій «Луна» з космодрому Байконур вивела апарат «Луна-1» на траєкторію зближення з Місяцем.
3 січня 1959 року в 00:56 UTC за 113 тисяч кілометрів від Землі «Луна-1» випустила хмару з 1 кг натрію і перетворилась у штучну комету — це дало змогу спостерігати за її польотом з Землі в оптичні телескопи.
При подачі з Землі команди на вмикання двигуна третього ступеня не було враховано час проходження радіосигналу до апарата. 4 січня 1959 року в 02:59 UTC «Луна-1» пройшла повз Місяць за 5900 км від поверхні і вийшла на геліоцентричну орбіту, ставши першою штучною планетою.
5 січня 1959 року за 600 тис. км від Землі розрядились батареї «Луни-1» і припинились передачі радіосигналів.

## Досягнення
- Перший апарат, що досяг другої космічної швидкості (11,4 км/с)
- Перший апарат, що подолав тяжіння Землі
- Зафіксовано зовнішній радіаційний пояс Землі
- Виявлено слабке магнітне поле в Місяця
- Зафіксовано сонячний вітер у міжзоряному просторі[1]